# هيو زاكاري
هيو زاكاري (بالإنجليزية: Hugh Zachary)‏ (12 يناير 1928، هولدنفيل في الولايات المتحدة - 5 سبتمبر 2016 في الولايات المتحدة)؛ كاتب وروائي أمريكي.